# Missa Johnouchi
Missa Johnouchi (城之内 ミサ, Jōnouchi Misa), née en 1960, est une artiste japonaise créatrice de musique new age de style asiatique. Elle n'est pas seulement compositrice et pianiste mais aussi chef d'orchestre et chanteuse. Missa Johnouchi est nommée artiste pour la paix de l'UNESCO en août 2006.

## Présentation
Missa Johnouchi est musicienne, artiste de l'UNESCO pour la paix, ambassadrice des relations musicales pour les manifestations commémoratives du 1300e anniversaire de la capitale de Nara, Heijō-kyō.
Tout en étant inscrite à l'Institut universitaire de musique de Toho dans le département théorie de la composition musicale, elle commence à composer dans le domaine audiovisuel pour des séries à succès de la télévision, des publicités et le cinéma. Elle étudie en France sous la direction du compositeur Jean-Claude Petit.
Depuis 1988, Missa Johnouchi est accompagnée par l'Orchestre National de l'Opéra de Paris et l'Orchestre National de Paris pour la réalisation de ses albums. En 1993, elle participe au concours international de chef d'orchestre de Besançon. Son album de compositions originales asiatiques, Healing music, est l'un des albums les plus vendus dans les pays occidentaux. Parmi ses nombreuses performances et pour la première fois, elle donne un concert basé sur ses propres compositions, en tant que pianiste et chef d'orchestre dans le département de Nara, devant le Kōfuku-ji et le Higashikondo (désignés comme trésors nationaux). Missa Johnouchi écrit, compose et joue de la musique à la cérémonie d'ouverture de la « Fête de la fleur » de Hamanakako, intitulée Nouvelles élégances des fleurs, dont la production est assurée par un maître de la poésie japonaise, Manojo Nomura.
Lors du « World Heritage Torch-Run Concert - Missa Johnouchi », organisé à l'initiative de plusieurs pays à travers le monde, l'artiste joue ses propres compositions musicales au piano et dirige les orchestres nationaux de ces pays. Elle a joué en Amérique, en Chine, en Tunisie, en Italie, en Australie, au Venezuela, au Pérou, au Canada, en Macédoine, en Roumanie et en France pour des événements commémoratifs. Au Carnegie Hall à New York, 200 familles des victimes de l'attentat terroriste du 11 septembre ont été invitées au concert organisé pour la paix. Elle réalise également à l'occasion du 30e anniversaire des relations japonaises et australiennes à l'Opéra de Sidney qui fait partie de la liste du patrimoine mondial de l'UNESCO.
En 2006, pour la première fois une femme compositrice et chef d'orchestre japonaise est nommée artiste de l'UNESCO pour la paix. En mai 2007, lors du « World Heritage Torch-Run Concert pour le 35e anniversaire de la Convention sur la protection du patrimoine mondial » dans l'église de Saint Germain des Prés à Paris, Missa Johnouchi joue sa propre musique et dirige l'Orchestre de l'Opéra national de Paris qui l'accompagne.
Elle compose en outre la musique qui accompagne les images de l'exposition au Petit Palais de Paris, intitulée Shokokuji, Pavillon d'or, Pavillon d'Argent, Zen et Art à Kyoto dans le cadre de la célébration du 150e anniversaire des relations entre la France et le Japon et le 50e anniversaire du jumelage de Paris et Kyoto. En octobre 2009 sort l'album Spiritual Discovery pour la première fois en coopération avec l'UNESCO.
Encore aujourd'hui, elle poursuit dans son propre pays et à l'étranger sa fonction de messagère de l'UNESCO comme pendant le concert exceptionnel au siège de l'UNESCO le 12 novembre 2009 à Paris ou à Tokyo en novembre 2010 où elle donne un concert de charité pour les enfants d'Afghanistan. Elle est la première femme japonaise artiste pour la paix de l'UNESCO (chargé du patrimoine mondial) dans la section composition musicale et direction d'orchestre et continue à transmettre le message relatif à « La paix du cœur », la « conservation du patrimoine mondial », la « protection de l'environnement » et l'« éducation ».

## Discographie

### Asian Blossoms (13 juin 2000)
- 1. Asian Wind
- 2. Seasons
- 3. Marco Polo
- 4. Song Of Silk Road
- 5. Blossom
- 6. Springtime
- 7. Night Bird
- 8. Butterfly
- 9. Twilight
- 10. Once Upon A Time
- 11. Asian Wind - (version pour piano)

### Friends (19 août 2000)
- 1. Pastoral
- 2. Espoir
- 3. In Paradisum
- 4. Tristesse
- 5. Tomorrow
- 6. Solitude
- 7. Forest
- 8. Walking On Air
- 9. Mirage
- 10. Après Midi
- 11. Glowing Sky
- 12. Spoons Dance
- 13. Tristesse (reprise)

### Yamatoji Symphony: The Eternal Yamato (2002)
- 1. Birth [Tanjou]
- 2. Prayers
- 3. Vicissitudes [Eikoseisui]
- 4. The Wings Of Spacetime [Jikuu no Tsubasa]

### Road to OASIS (12 février 2002)
- 1. The Last Caravan
- 2. Shangri-La
- 3. road to OASIS
- 4. Desert Mirage
- 5. Moon Over The Border
- 6. Snow Bird
- 7. Stardust Tapestry
- 8. Nomads
- 9. Holy Sunset
- 10. Prayer
- 11. Horizon

### Dimanche (21 septembre 2002)
- 1. Hoshi no Kioku [Memories Of Stars]
- 2. Maioriru Tenshi [Flying Down Angel]
- 3. Akanegumo [Rosy Clouds]
- 4. Mayonaka no Mail [Midnight Mail]
- 5. Chikyuugi [Globe]
- 6. My Friend (to Vivian)
- 7. Screen Music ni Koishi te [Loving Screen Music]
- 8. Koi no Atokataduke [After Love]
- 9. Ieji [The Way Home]
- 10. Umibe no Gogo [Afternoon At Seaside]
- 11. Je n'aime pas moi

### Kurenai (28 septembre 2002)
- 1. Legend Of The Mountain
- 2. Dream Land
- 3. Kurenai
- 4. Pilgrimage
- 5. Sea Wind
- 6. Déjà Vu ~Light in the Void
- 7. Full Moon Bay
- 8. Shanghai Twilight
- 9. Desert Walk
- 10. Lawrence
- 11. Silky Sky
- 12. End Of The Silk Road

### Kataribe ~Piano Collection (26 juin 2003)
- 1. Kataribe (Story Teller)
- 2. Miyako (Ancient City)
- 3. Streets Of Kyoto
- 4. Asian Wind - (piano version)
- 5. Funauta (A Boatman's Song)
- 6. Shigure (A Scattered Shower)
- 7. Shuufu (Antumn Breeze)
- 8. Springtime
- 9. Snow Forest
- 10. Hatsuyuki (First Snow)
- 11. Déjà Vu ~Light in the Void
- 12. Sekka (Snow Blossoms)
- 13. Horizon
- 14. Snow Dance

### Kuge (29 octobre 2003)
DISC 1
- 1. Skyward
- 2. Stardust Island
- 3. Lake
- 4. Kazamatsuri
- 5. Kataribe
- 6. Exotica
- 7. Prayer (suite "Yamatoji Symphony : The Eternal Yamato" #2)
- 8. Kotohime
- 9. Sunset Moon

DISC 2 (Symphonie)
- 1. Kuge II
- 2. Eurasia

### Canon ~Missa Johnouchi Best (29 septembre 2004)
- 1. Asian Wind
- 2. Stardust Tapestry
- 3. Kataribe'
- 4. Seasons
- 5. Moon Beach
- 6. Marco Polo
- 7. Desert Mirage
- 8. Pilgrimage
- 9. Shangri-La
- 10. Shanghai Twilight
- 11. Night Bird
- 12. Kirisamekodo (Ancient Roads in the Mist)

### Evening (22 juin 2005)
- 1. Evening
- 2. Marco Polo (Remix)
- 3. Lake (Remix)
- 4. A Song Of The Lilies (Piano & Strings)
- 5. Asian Wind (Remix)
- 6. road to OASIS (Remix)
- 7. Il pleure dans mon cœur (piano & cordes)
- 8. Evening (Piano Version)

### Snow ~Piano Collection (18 juillet 2006)
- 3. Snow Forest
- 6. Shigure (A Scattered Shower)
- 9. Sekka (Snow Blossoms)
- 10. Hatsuyuki (First Snow)

### Le Chant de La Terre (11 octobre 2007)
- 1. Le Chant de La Terre
- 2. Kaze no Hohoemi [Wind's Smile]
- 3. Ilumine
- 4. Harukana Tabi no Naka de [In Distant Travels]
- 5. Snow Bird (version pour violon & piano)
- 6. Taiyou no Michi [The Road of the Sun]
- 7. Le Muguet
- 8. Tsumetai Tsuki no Hikari wo Abite [A Cold Moonlight Shower]
- 9. Souseki [Genesis]
- 10. Genka
- 11. Kono Te wo Kazashite [Put Up Your Hands]
- 12. Avec Toi Toujours

### Green Earth (24 septembre 2008)
- 1. Green Earth
- 2. Life
- 3. Sea Green
- 4. Desert Moon
- 5. Sad Forest
- 6. For Maori
- 7. Ripples
- 8. Ondines
- 9. Border
- 10. Sakura Kaoru
- 11. The end of the Journey

### Spiritual Discovery (21 octobre 2009)
- 1. Original Scenery
- 2. Glowing Horizon
- 3. Fluttering
- 4. Journey to the next World
- 5. Rising Sun
- 6. Live in Quiet
- 7. Japonisme
- 8. Peace of Mind
- 9. Purplish Tone
- 10. Beauty in the Seasons
- 11. Journey of the Soul
- 12. Original Scenery

### Missa Johnouchi (Best Album) (6 octobre 2010)
- Disc 1
  - Ano Koro [That Time]
  - Kimagure Hakusho
  - Dakishimete Once Again [To Hug You Once Again]
  - Maioriru Tenshi [Flying Down Angel]
  - Cafe CLASSIQUE
  - Aru Hareta Nichi ni [In a Fine Day]
  - Hikari Afure te ~requiem~
  - Harukanaru Kisetsu ni [In Distant Season]
  - Ieji [The Way Home]
  - Ai no Chikara [The Power of Love]
  - Ken [The Keys]
  - Le Courage
  - Kimi no Koe ga Kikitai [Want to Hear Your Voice]
  - Kimi wo Matsu Seishun [The Youth to Wait for You]
  - Toki no Kawa [The River of Time]
  - Il Pleure dans mon cœur
  - Watashi no Sonzai no Imi [The Meaning of My Being]
  - Avec Toi Toujours
- Disc 2
  - Asian Wind
  - Marco Polo
  - In Paradisum' (version pour simple)
  - Kataribe (version pour piano et cordes)
  - Shangri-la
  - Prayer
  - Kuge II
  - Evening
  - souvenir d'amour
  - Lux ~Sukui~ [salvation]
  - Pure
  - Le Chant de La Terre
  - Illumine
  - 'Sakura Kaoru [The Fragrance of Cherry Blossoms]
  - Original Scenery

## Simples

### Il pleure dans mon cœur
- 1. Il pleure dans mon cœur
- 2. Pure
- 3. Seinaru Toki 2 [Holy Moment 2]

### Avec Toi Toujours
- 1. Avec Toi Toujours
- 2. Avec Toi Toujours (instrumental)
- 3. Kono Te wo Kazashite [Put Up Your Hands]
- 4. Kono Te wo Kazashite (instrumental)

### Watashi no Sonzai no Imi
- 1. The Meaning of My Being [Watashi no Sonzai no Imi]
- 2. The Meaning of My Being (version La La La)
- 3. The Meaning of My Being (instrumental)
- 4. Indigo Sunset [Aiiro no Yuuhi]

## Source de la traduction
- (en) Cet article est partiellement ou en totalité issu de l’article de Wikipédia en anglais intitulé « Missa Johnouchi » (voir la liste des auteurs).